# 5e régiment d’infanterie
Das 5e régiment d’infanterie (5. Infanterieregiment) war eines der ältesten und am meisten angesehenen Infanterieregimenter der französischen Heeres. Aufgestellt während des Ancien Régime, war es eines der Regimenter der hoch angesehenen Grands Vieux. Es war auch das erste Regiment, das sich unter dem Kommando von Maréchal de France Michel Ney (das Napoléon eigentlich verhaften sollte – die Nichtbefolgung des königlichen Befehls brachte Ney im Nachhinein vor ein Erschießungskommando) nach der Rückkehr von Napoléon von der Insel Elba auf dessen Seite schlug. Es wurde im Jahr 1997 aufgelöst.
Vor der Einführung der Nummerierung der Regimenter am 1. Januar 1791 führte es in der königlich französischen Armee zuletzt den Namen Régiment de Navarre.

## Aufstellung und Namensänderungen in chronologischer Reihenfolge
- 1558: Aufgestellt als Teil der Bandes de Guyenne erhielt es den Namen Régiment de Tilladet und war, als Besonderheit, ein protestantisches Regiment.
- 1569: Umbenennung in Régiment des Gardes du Roi de Navarre, und Zuweisung zur Garde von Henri de Navarre.
- 1589: Umbenennung in Régiment de Valirault Zusammen mit dem „Régiment de Picardie“, dem „Régiment de Piémont“ und dem „Régiment de Champagne“ gehörte es zu den vier „alten“ Regimentern von Frankreich (Régiments de France)
- 1594: Umbenennung in Régiment de Navarre.[1]
- 1776: Abgabe von zwei Bataillonen zur Aufstellung des Régiment d’Armagnac.
- 1777: Mit Anordnung vom 16. Februar erhielt es die Ranglistennummer 3 zugewiesen
- 1791: Mit der Französischen Revolution wurden die Regimentsnamen abgeschafft. Das Regiment führte nun die Bezeichnung: 5e régiment d’infanterie de ligne.

- 1793 : Erste Heeresreform Das Regiment wurde als 1er bataillon (ci-devant Navarre) in zur 9e demi-brigade de bataille und als 2e bataillon (ci-devant Navarre) zur 10e demi-brigade de bataille abgestellt. Damit endet zunächst der Regimentsverband und auch die Traditionslinie.

- 1803 : Die „5e demi-brigade d’infanterie de ligne“[2] wird in 5e régiment d'infanterie de ligne umbenannt. (de facto Weiterführung der Regimentstradition)

- 1814: Mit der Ersten Restauration erfolgte die erneute Umbenennung in 5e régiment d’infanterie de ligne-Angoulême.
- 1815: Während der Herrschaft der Hundert Tage erhielt es die Bezeichnung 5e  régiment d’infanterie de ligne.
- 1815: Nach der endgültigen Abdankung Napoleons wurde das Regiment zunächst entlassen.
- 1816: Wiedererrichtung (Unter welchem Namen ist ungewiss)
- 1820: Erscheint ab diesem Zeitpunkt unter: 5e  régiment d’infanterie de ligne
- 1854: Der Name wird definitiv in 5e  régiment d’infanterie geändert.
- 1914: Bei der Mobilmachung stellt es sein Reserveregiment, das 205e  régiment d’infanterie auf.
- 10. Dezember 1944: Wiederaufstellung des Regiments als Teil der FFI
- 1997: Auflösung. Die Kompanien wurden auf das „16e  bataillon de chasseurs“, das „110e  régiment d’infanterie“, und das „Régiment de marche du Tchad“ aufgeteilt.

## Mestres de camp/Colonels
Mestre de camp war von 1569 bis 1661 und von 1730 bis 1780 die Rangbezeichnung für den Regimentsinhaber und/oder für den mit der Führung des Regiments beauftragten Offizier. Die Bezeichnung „Colonel“ wurde von 1721 bis 1730, von 1791 bis 1793 und ab 1803 geführt.
Nach 1791 gab es keine Regimentsinhaber mehr.
Sollte es sich bei dem Mestre de camp/Colonel um eine Person des Hochadels handeln, die an der Führung des Regiments kein Interesse hatte (wie z. B. der König oder die Königin), so wurde das Kommando dem „Mestre de camp lieutenant“ (oder „Mestre de camp en second“) respektive dem „Colonel-lieutenant“ oder „Colonel en second“ überlassen.

### Ancien Régime
| I. | II. | III. |
| --- | --- | --- |
| - 1562: Antoine de Bourbon, König von Navarra - 1569: Henry IV - 1573: Colonel de Pauliac, - 1576: Colonel Jean de Beaumanoir, marquis Lavardin - 1588: Colonel de Vignolles-La Hire - 1589: Colonel de Valirault - 1594: Colonel de Boësse-Pardaillan - 1617: Colonel de Themines - 1621: Colonel de Frontenac - 1622: colonel de Bury - 1628: Colonel de Tavannes - 1630: Colonel de Saint Simon | - 1635: Colonel d’Avaugour - 1639: Colonel de Fors - 1640: Colonel de Saint Georges de Montglat - 1643: Colonel de Themines, - 1647: Colonel Jean II. d’Estrées - 1651: Colonel de Broutay - 1666: Colonel de Lavardin - 1670: Colonel de Caraman - 1673: Colonel d’Albert - 1677: Colonel de La Vieuville - 1680: Colonel de Souvre - 1683: Colonel de La Rochefoucauld, duc de La Rocheguyon - 1696: Colonel de Maulevrier | - 1706: Colonel de Pionsac - 1709: Colonel de Gassion - 1714: Colonel Charles de Montesson - 1719: Colonel de Rambure - 1740: Colonel de Mortemart - 1745: Colonel de Choiseul-Stainville - 1749: Colonel de Boufflers - 1751: Colonel de Choiseul-Beaupre - 1753: Colonel Louis Marie Florent du Châtelet, Duc de Châtelet - 1761: Colonel Adrien-Louis de Bonnières, comte dann duc de Guines - 1768: Colonel Aimery Louis Roger de Rochechouart - 1784: Colonel de Jerninghan - 1785: Colonel de Mortemart |

### Revolution und Kaiserreich
- 1791: Colonel de Vouillers,
- 1792: Colonel Guénand,

(…)
- 1806: Colonel Louis-Auguste Marchand
- 1809: Colonel Jean-Ignace Roussille, Baron de Pau.

- Verwundet während des Ersten Kaiserreichs:

Colonel Roussille, verwundet am 7. November 1811 und am 18. Juni 1815 (Schlacht von Waterloo)
- Offiziere des 5e RI verwundet oder gefallen während des Ersten Kaiserreichs:

Gefallene Offiziere: 70
An ihren Verwundungen verstorbene Offiziere: 14
Verwundete Offiziere: 190

### Restauration und Monarchie (1815 bis 1848)
| I.                                                                                         | II.                                                                                     | III. |
| ------------------------------------------------------------------------------------------ | --------------------------------------------------------------------------------------- | --- |
| - 1815: Colonel de Capdeville, - 1817: Colonel Foullon de Doue, - 1820: Colonel Broussier, | - 1824: Colonel de Barbay, - 1827: Colonel Mathieu de Boissac, - 1828: Colonel Verdier, | - 1829: Colonel Colavier d’Albicy, - 1830: Colonel Greard, - 1840: Colonel Devaux, - 1842: Colonel Roche, |

### Zweite Republik und zweites Kaiserreich
- 1848: Colonel Adolphe comte de Monet
- 1853: Colonel de Chambarlhac
- 1858: Colonel Caubert
- 1864: Colonel Boyer

### 1871 bis 1913
| I.                                                                           | II.                                                                     | III. |
| ---------------------------------------------------------------------------- | ----------------------------------------------------------------------- | --- |
| - 1872: Colonel Desandre, - 1877: Colonel Brassery, - 1879: Colonel Tramond, | - 1883: Colonel Livet, - 1889: Colonel Guasco, - 1891: Colonel Demasur, | - 1895: Colonel Villers, - 1905: Colonel Foucard, - 1907: Colonel Fumet, - 1910: Colonel Adolphe Guillaumat. |

### Erster Weltkrieg
- 1913: Colonel Doury (Gefallen am 14. September 1914)
- 1914: Lieutenant-colonel de Lardemelle (Gefallen am 17. September 1914)
- 1914: Lieutenant-colonel Bouteloupt (Gefallen am 25. September 1914)
- 1917: Colonel Roustic
- 1918: Colonel Boge

### Zwischenkriegszeit
| I.                                                                    | II.                                                                        | III.                                                                      |
| --------------------------------------------------------------------- | -------------------------------------------------------------------------- | ------------------------------------------------------------------------- |
| - 1919: Colonel Renie, - 1921: Colonel Maurier, - 1922: Colonel Vary, | - 1927: Colonel Durrmeyer, - 1930: Colonel Jamet, - 1932: Colonel Lestien, | - 1934: Colonel Vernillat, - 1936: Colonel Vallet, - 1938: Colonel Besse. |

### Zweiter Weltkrieg
| I.                                                         | II.                                                                         | III.                                                |
| ---------------------------------------------------------- | --------------------------------------------------------------------------- | --------------------------------------------------- |
| - 1940: Lieutenant colonel Berger, - 1940: Colonel Lorand, | - 1941: Colonel Peragallo, - 1941: Colonel Bel, - 1942: Colonel de Foville, | - 1944: Colonel Emblanc, - 1940: Colonel Le Bideau. |

### Nach 1945
| I. | II. | III. |
| --- | --- | --- |
| - 1946: Colonel Appolinaire-Esteux, - 1947: Colonel Andoleko, - 1948: Colonel Raguenet, - 1949: Colonel Thomazo, - 1950: Colonel Pellissier, - 1951: Colonel Busquet de Caumont (1903–1978), - 1953: Colonel Gombeaud, - 1955: Colonel Fayard, - 1957: Colonel Legourd, - 1959: Colonel Goudeul, | - 1960: Colonel Berbain, - 1962: Colonel Mariot, - 1962: Colonel Jezequel, - 1963: Colonel Martinelli, - 1963: Colonel Couget, - 1964: Colonel Beck, - 1966: Colonel Leuba, - 1968: Colonel Mordacq, - 1970: Colonel Malbert, - 1972: Colonel Rodallec, | - 1974: Colonel Gaillard, - 1976: Colonel Douceret, - 1978: Colonel Pons, - 1980: Colonel Tardy, - 1982: Colonel de Castet, - 1984: Colonel Hanotaux, - 1986: Colonel de Lanlay, - 1988: Colonel Baudoin, - 1990: Colonel Gauthier, - 1992: Colonel Dequen, - 1995: Colonel Roques. |

## Uniformierungen des Ancien Régime

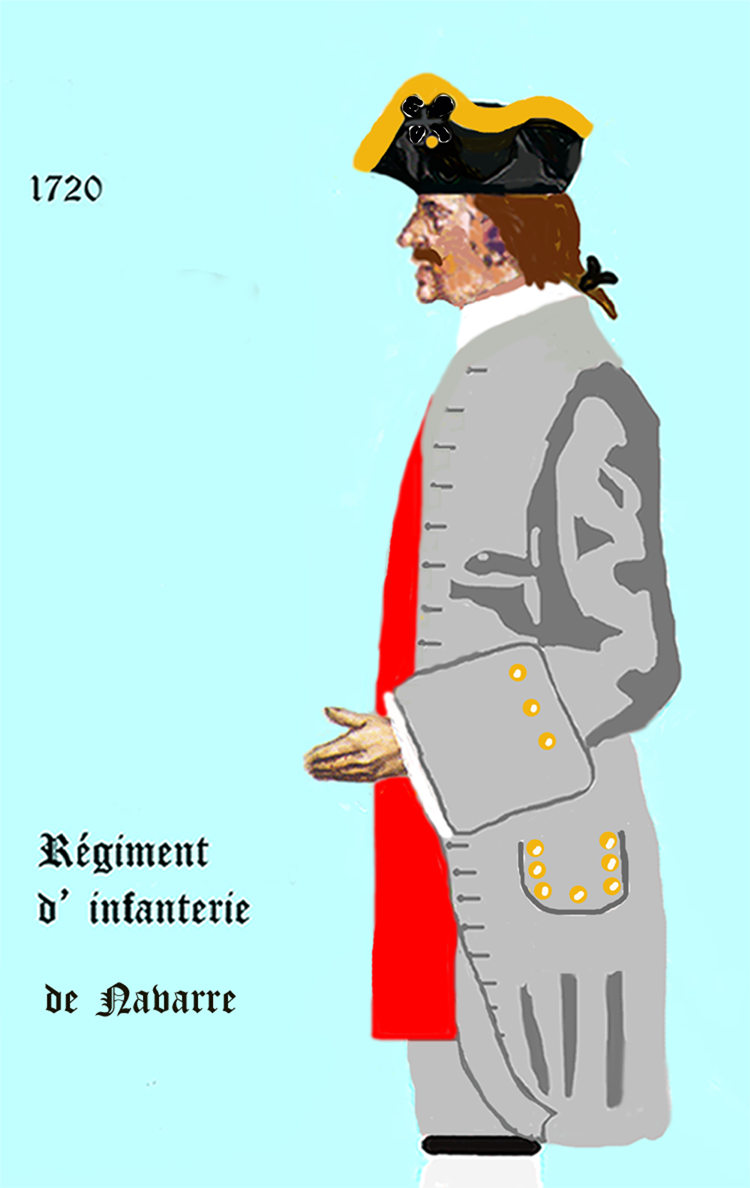
1720
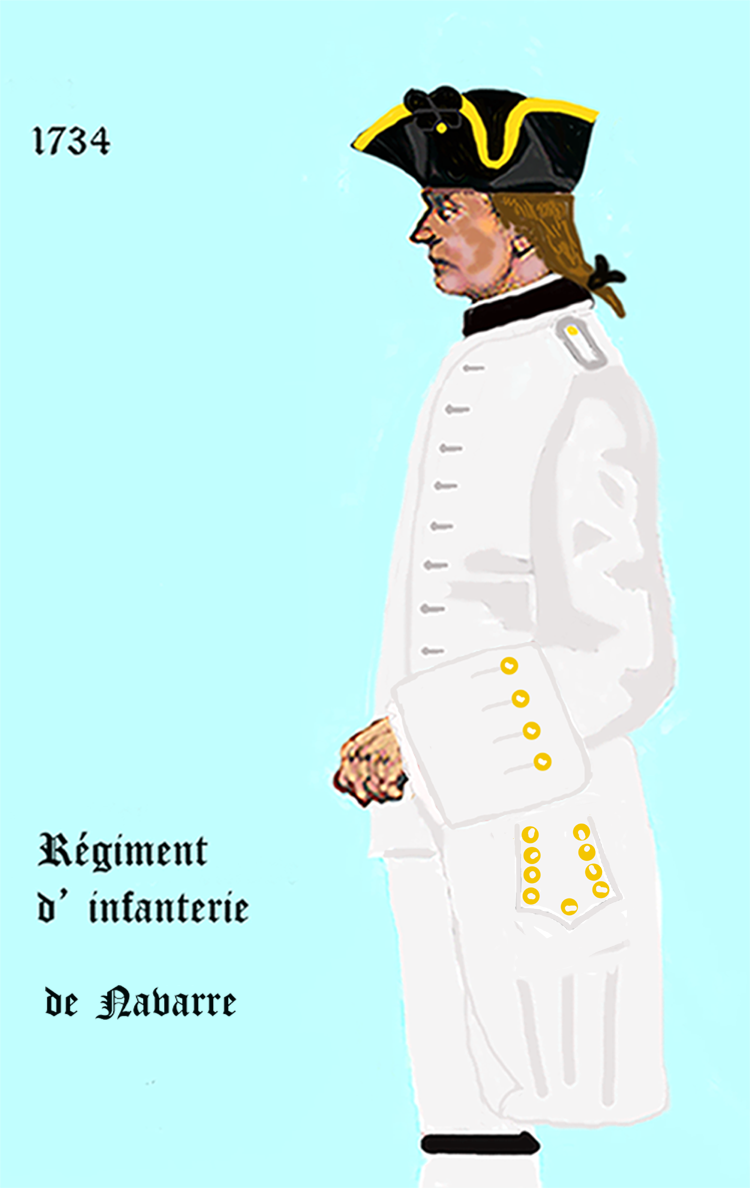
1734
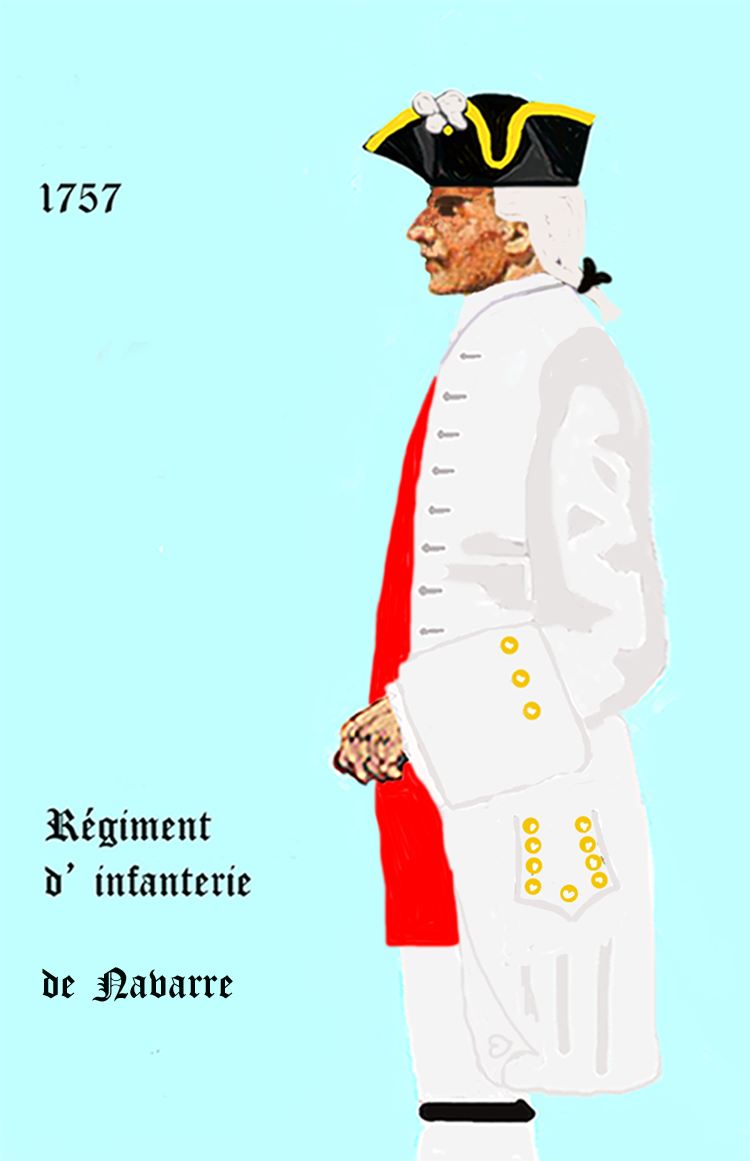
1757
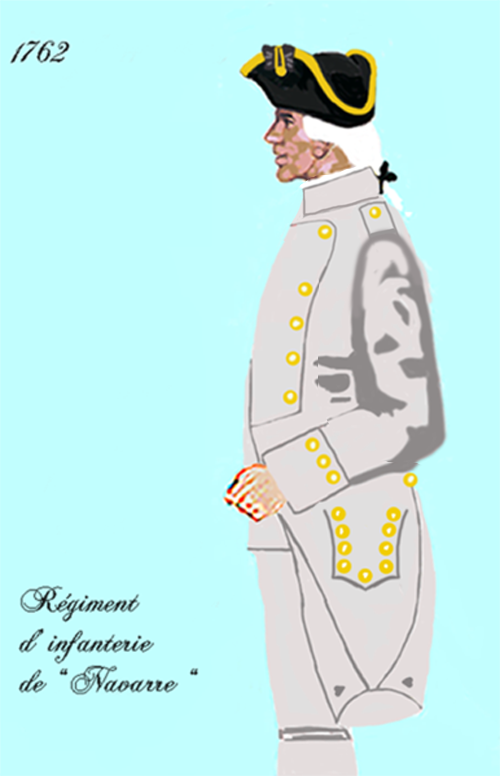
1762
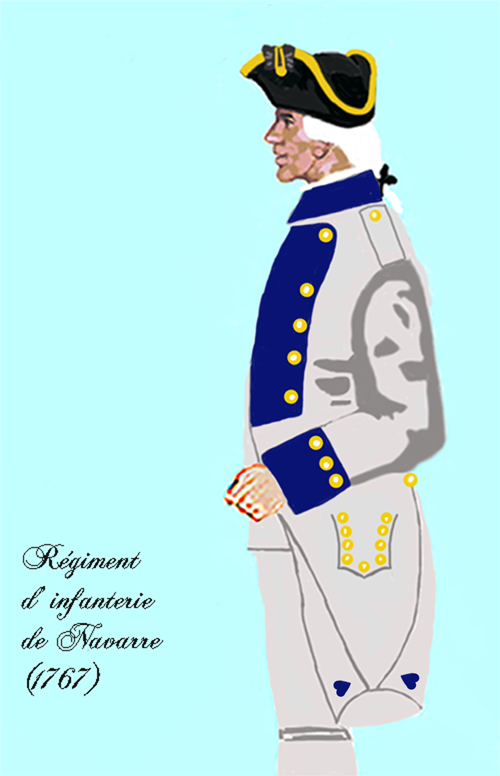
1767
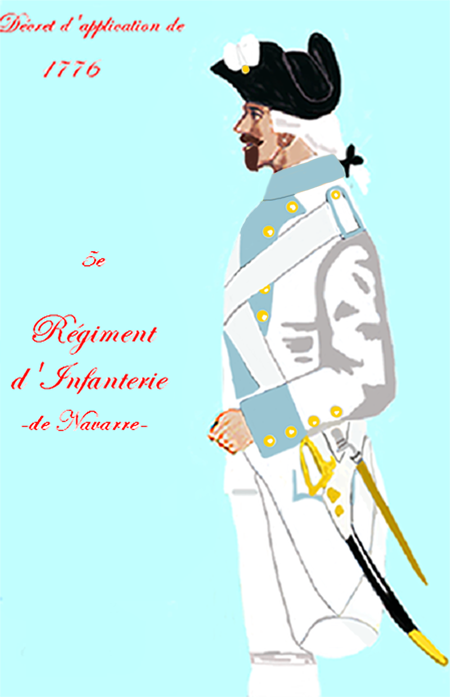
1776–1779
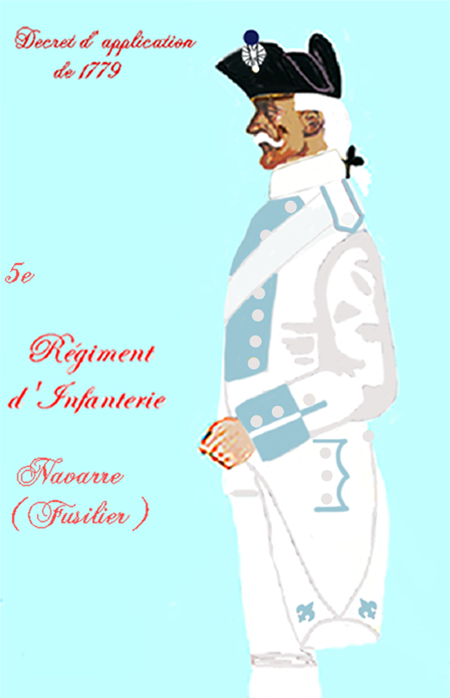
1779–1791
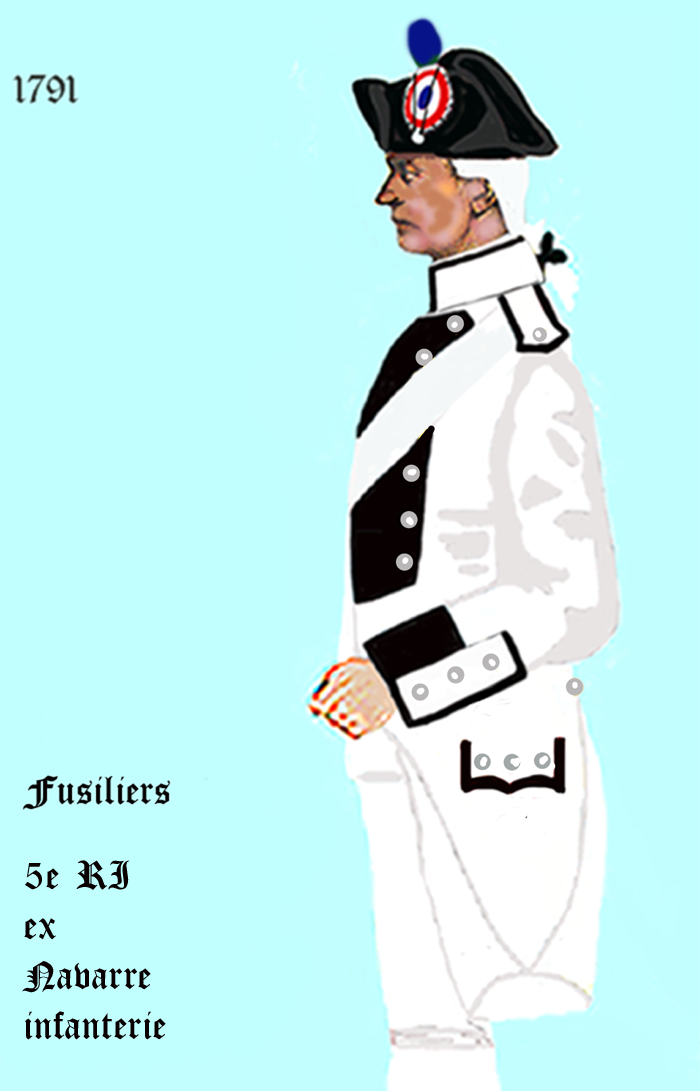
1791
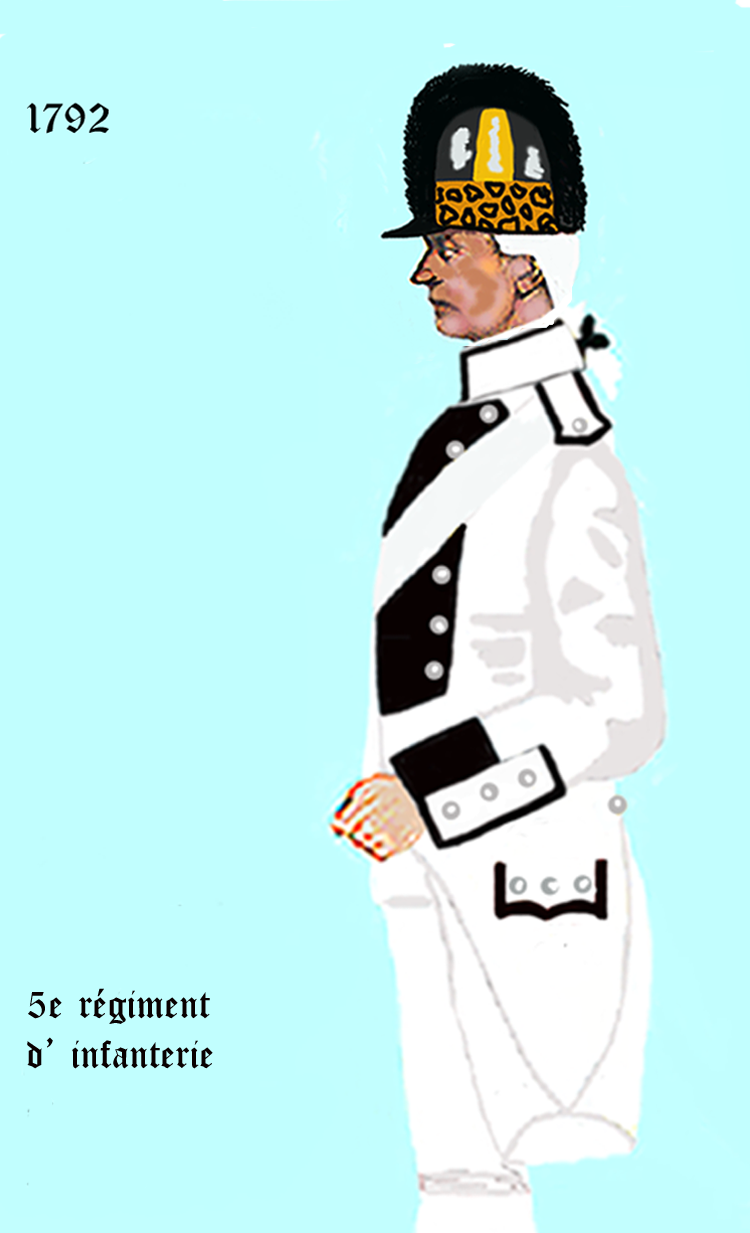
1792

## Garnisonen und Gefechtskalender
Aus Gründen der besseren Übersicht wurde die chronologische Reihenfolge bevorzugt.

### Hugenottenkriege
1562: Schlacht bei Dreux
1570: Schlacht bei d’Arnay-le-Duc

### Achtzigjähriger Krieg

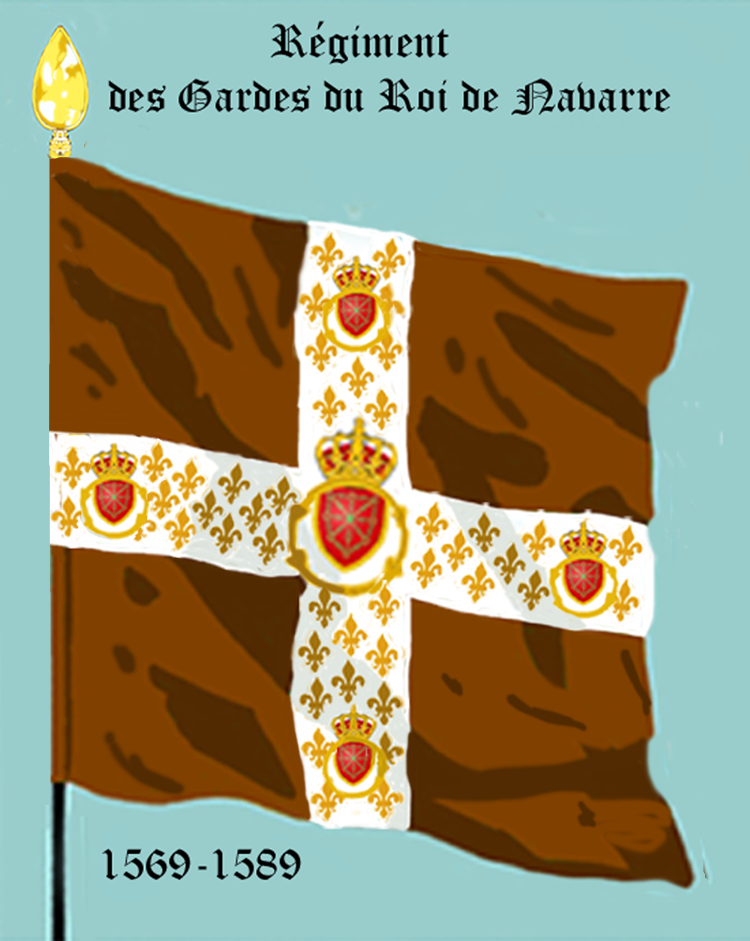
Fahne des Reg. Valirault und Navarre

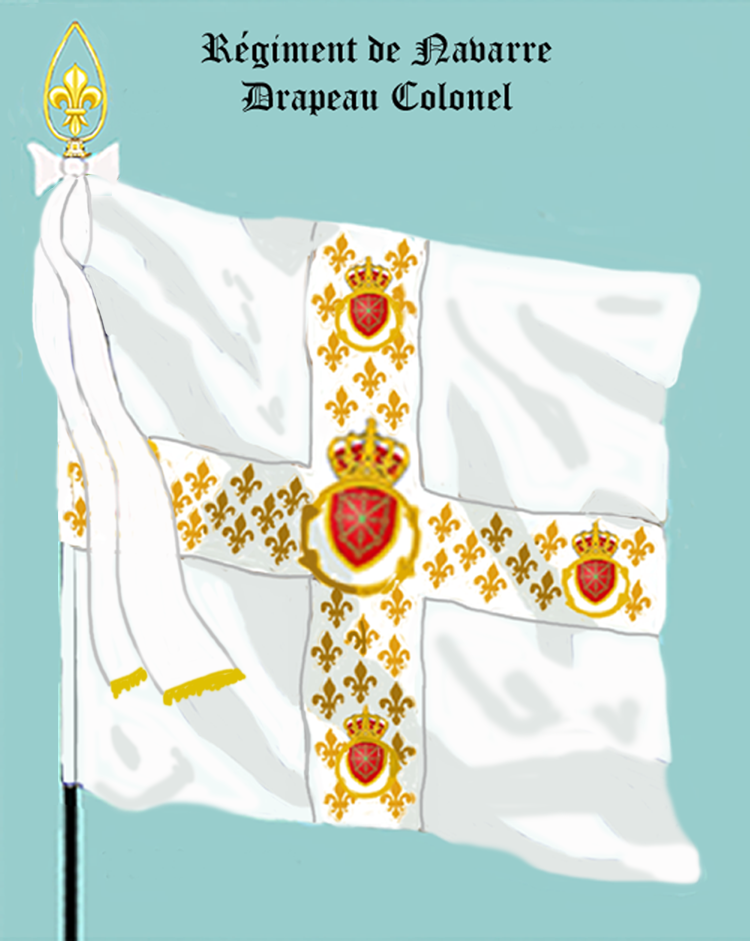
Leibfahne des Colonel

1571–1572: Das Regiment stand in den Niederlanden und war an der Belagerung von Mons beteiligt.
1573: Belagerung von La Rochelle
1580: Belagerung von Cahors
1588: Kämpfe bei Herbiers
1589: Schlacht bei Arques
1590: Schlacht bei Ivry
1591: Belagerung von Chartres
1595: Schlacht bei Fontaine-Française
1594: Belagerung von Laon
1597: Belagerung von Amiens
1600: Feldzug in Savoyen
1601: Belagerung und Einnahme von Bourg-en-Bresse

### Religionskrieg
1620: Einnahme von Vendôme.
1621: Belagerung von Saint-Jean-d’Angély, Néré, Clérac, Belagerung von Montauban, Monheurt, der Île de Ré, von Royan, Belagerung von Saint-Antonin
1622: Belagerung von Montpellier
1627: Belagerung von La Rochelle

### Mantuanischer Erbfolgekrieg
1629: Gefecht am Pass von Suse
1630: Feldzug im Piémont
1632: Gefecht an der Brücke von Cabouzas, dann Marsch nach Carcassonne

### Dreißigjähriger Krieg und Französisch-Spanischer Krieg
1635: Einnahme von Speyer
1638: Belagerung von Saint-Omer
1639: Belagerung von Thionville. Am 7. Juni kämpfte es in der Schlacht bei Thionville. Verteidigung von Armentières
1640: Belagerung von Arras
1641: Belagerung von Aire-sur-la-Lys
1643: Belagerung des Fort Wathen
1650: Am 15. Dezember Einsatz in der Schlacht bei Rethel

### Krieg der Fronde

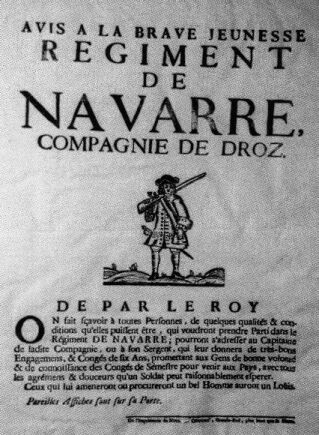
Werbeplakat des Regiments im 18. Jahrhundert

1648: Schlacht bei Charenton in den Reihen der Armee des Marschalls Condé
1650: Schlacht bei Rethel
1651: Belagerung von Chasté
1652: Feldzug in Piémont: Schlacht bei La Roquette und bei Castella, Einnahme von Mortare
1656: Belagerung von Valence (Italien)

#### Expedition nach Nordafrika
Am 2. Juli 1664 wurde das, nur noch aus vier Kompanien bestehende Regiment (nach dem Ende des Krieges gegen Spanien war massiv abgrüstet und Personal reduziert worden) in Toulon eingeschifft. Der Verband stand unter dem Kommando von François de Bourbon-Vendôme, duc de Beaufort und bestand noch aus dem Régiment de Normandie, Régiment de Picardie, Régiment de Navarre und Régiment Royal des Vaisseaux. Am 22. Juni erschien die kleine Flotte an der algerischen Küste und besetzte die Stadt Jijel. Diese Expedition wurde allerdings zu einem totalen Misserfolg. Krankheiten dezimierten die Truppe dermaßen, dass der duc d Beaufort schließlich den Rückzug befehlen musste. Jijel wurde am 5. Oktober verlassen und die Rückfahrt nach Toulon angetreten.

### Holländischer Krieg
- 1672: Belagerung und Einnahme von Wesel, Einnahme von Arnheim und der Forts von Nimwegen. Einnahme von Utrecht.
- 1674: Navarre gehörte zur Armee von Louis II. de Bourbon, prince de Condé und kämpfte in der blutigen Schlacht bei Seneffe im Brigadeverband mit dem Régiment de La Reine und in der Schlacht bei Enzheim.
- 1675: Schlacht bei Mülhausen und Schlacht bei Türkheim.
- 1676: Verteidigung der Festung Philippsburg
- 1677: Einnahme von Valenciennes, Belagerung von Saint-Omer. Öffnen der Gräben, zusammen mit dem Régiment de Touraine. Im Brigadeverband mit dem „Régiment de La Reine“ kämpfte die Einheit in der Schlacht bei Cassel und stand hier am rechten Flügel in der ersten Linie.
- 1678: Belagerung von Gent und Ypern

### Reunionskrieg
- 1684: Belagerung von Luxemburg

### Pfälzischer Erbfolgekrieg
- 1680: Schlacht bei Fleurus
- 1689: Zusammen mit dem Régiment Royal des Vaisseaux führte es am 29. März einen verlustreichen Angriff auf Oberkirch aus.
- 1692: Zusammen mit einem Bataillon des Régiment de La Reine bildete das Regiment einen Verband in der Schlacht bei Steenkerke.
- 1693: Zusammen mit dem Régiment d’Artois und dem neben dem Régiment de Lyonnais in der Schlacht bei Neerwinden und Belagerung von Charleroi
- 1692: Verteidigung der Festung von Embrun (Département Alpes-de-Haute-Provence)

### Spanischer Erbfolgekrieg
1701 und 1703: Einnahme von Kehl und Breisach
1703: Schlacht am Speyerbach und Einnahme der Festung Landau
1704: Erste Schlacht bei Höchstädt.
1709: Schlacht bei Malplaquet.
1712: Schlacht bei Denain. Belagerung von Le Quesnoy und der Festung Landau
Juli 1713: Belagerung der Festung Landau. Zwei Bataillone waren zur Unterstützung dem Régiment de La Marine zugeteilt. Ein Ausfall der Besatzung konnte von einer Kompanie des Regiments, zusammen mit dem Régiment de Médoc abgewiesen werden.
1719: Belagerung von Fontarabie, San Sebastián und Urgell.

### Polnischer Erbfolgekrieg
1733: Belagerung von Kehl
1734: Belagerung von Philippsburg
1740: Garnison in Givet

### Österreichischer Erbfolgekrieg

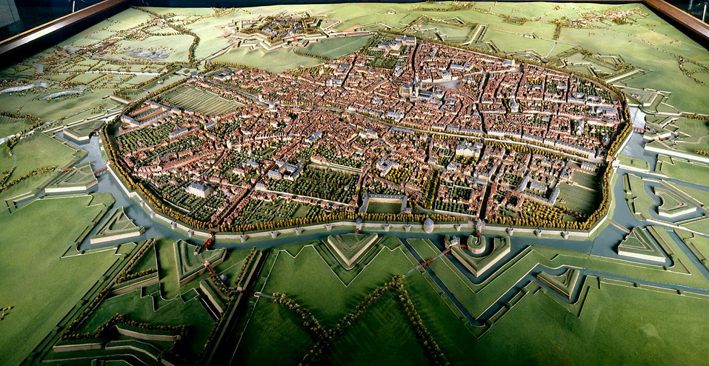
Festung Tournai

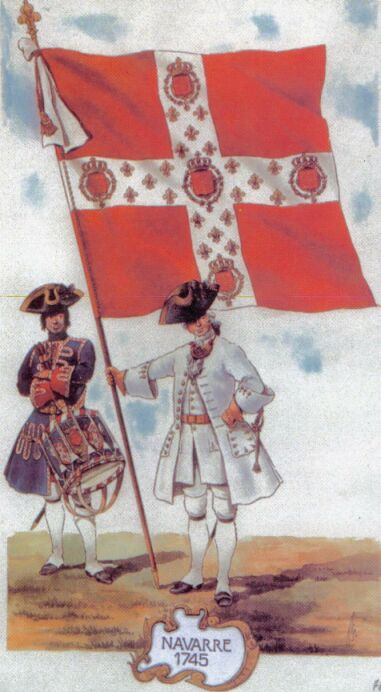
Tambour und Fähnrich des Régiment de Navarre auf einem zeitgenössischen Gemälde von 1745. (Die Farbe ist jedoch nicht korrekt wiedergegeben. Die Flagge war braun; ebenso stimmt die Anzahl der Lilien nicht mit dem Original überein)

1742: Gefecht bei Sahay (tschechisch: Zahájí). Bei der Verteidigung von Prag konnte sich die Einheit wiederum auszeichnen, speziell beim Ausfall am 18. August, den es zusammen mit dem Régiment de La Marine unternahm.
1743: Schlacht bei Dettingen
1744: Gefecht bei Auenheim (Bas-Rhin) und Kämpfe bei Suffelsheim
1745: Belagerung von Tournai
1746: Belagerung von Mons, Namur und Charleroi
1746: Schlacht bei Roucoux
1748: Schlacht bei Lauffeldt

### Siebenjähriger Krieg
1756: Stationiert an der bretonischen Küste
1757: Schlacht bei Hastenbeck
1758: Stationiert am Rhein
1759: Garnison in Minden
1760: Gefecht bei Korbach
1761: Garnison in Verdun

### Unter Ludwig XVI.
Zwischen 1767 und 1787: wechselte das Regiment zwanzigmal die Garnison. Es lag in dieser Zeit insgesamt viermal in Cambrai viermal in Rouen, zweimal in Metz und je einmal in Caen, Valognes, Douai, Toulon, Korsika, Besançon, Rennes, Saint-Brieuc, Le Havre und Dieppe.

### Empire

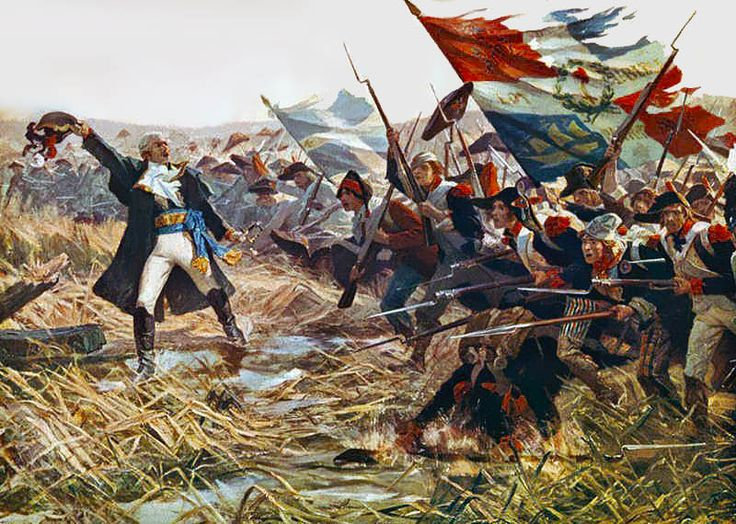
Schlacht bei Jemappes

1791: Garnison in Rouen.
1792: Garnison in Marcon, Kanonade bei Valmy und Schlacht bei Jemappes. Dann in Garnison in Valenciennes, mit dem 1. Dezember 1792 abgestellt zur „Armée de Moselle“ – Feldzug nach Trier.
1793: Garnison in Lannoy. Schlacht bei Hondschoote. Danach in Flandern stationiert
Zwischen 1793 und 1803 existierte kein Regiment mit der Nr. 5
1803: Abgeordnet zur „Armée d’Italie“.
1804: Stationiert im Piémont.
1805: Schlacht bei Caldiero.
1806: Feldzug nach Dalmatien und Montenegro Stationiert in Dalmatien
1809: Garnison auf Sizilien, in Malghiera, Ervěnice und Gospić, Schlacht bei Wagram, Garnison in Znaim, Lavacca und Meran. Stationiert in Deutschland.
1810: Feldzug nach Spanien.
1811: Garnison in Figueres und Moncado.
1812: Garnison in Olot, Saint-Vincent, Carriga und Vich.
1813: Garnison in Bisbal und Barcelona.
1813: Schlacht bei Großgörschen, in Wurschen, Schlacht um Dresden, in Torgau und Völkerschlacht bei Leipzig.
1814: In Belfort, Saint-Julien (Vosges) und Villeseneuse. Garnison in Grenoble.
1815: Das 5e RI war das erste Regiment, das sich nach Napoleons Rückkehr aus Elba diesem anschloss. Napoleon soll bei diesem Treffen gerufen haben:

« Y a-t-il ici quelqu’un qui veuille tirer sur son Empereur ? Me voici ! »

„Ist hier jemand, der auf seinen Kaiser schießen will? Hier bin ich!“

Teilnahme an der Schlacht bei Waterloo dann in Belfort stationiert.

### 1815 bis 1848
1822: Garnison in Lyon
1823: Französische Invasion in Spanien Verteidigung und Gefecht am Fort de San-Fernando
1824: Garnison in Perpignan
1827: Garnison in Grenoble
Von 1828 bis 1844 wechselte das Regiment weitere sechzehnmal die Garnison: Es lag in Pau, in Paris und in Bayonne je zweimal, in Valence, Givet, Lille, Calais, Arras, Rennes, Vannes, Angers, Toulouse und Perpignan je einmal.
1830 und 1832: Belgische Revolution, Einnahme der Zitadelle von Antwerpen.
von 1846 bis 1851: Stationiert in Algerien in: Oran, Tlemcen, Mostaganem, dann wieder Oran. Kleinkrieg mit den Truppen des Abd el-Kader

### Zweites Kaiserreich
Von 1851 bis 1869: Verschiedenen Garnisonen in Frankreich: in Toulon viermal, in Tours, in Bastia, in Lyon je zweimal, in Charenton-le-Pont, Paris, Ambleteuse, Blois, Nizza je einmal.
1860: Feldzug in Syrien

### Deutsch-Französischer Krieg und die Pariser Kommune
1870: In Garnison in Toulon. Dann Teilnahme an der Schlacht bei Sedan.
1871: In der „Blutigen Woche“ (23. – 28. Mai 1871) Teilnahme an der Rückeroberung des von der Kommune beherrschten Paris

### 1871 bis 1914
1871: Garnison in Le Havre
von 1874 bis 1900: Das Regiment wechselt turnusmäßig siebenmal zwischen den beiden Garnisonen Le Havre und Caen. Das Depotbataillon war in Falaise untergebracht.
von 1900 bis 1925: Das Regiment verlegte endgültig nach Paris, das Depotbataillon blieb in Falaise.

### Erster Weltkrieg
Das Regiment rückte aus Paris und Falaise aus. Es war zugeteilt:
von August 1914 bis Mai 1917: der 6e Division d’infanterie (6. Infanteriedivision)
von Mai 1917 bis November 1918: der 5e Division d’infanterie (5. Infanteriedivision)
Das Regiment kämpfte auf allen Kriegsschauplätzen der deutsch-französischen Front so in der:
Ersten Marneschlacht
vor Charleroi
bei Guise
in der Lorettoschlacht, an der Vimy-Höhe
in der Schlacht um Verdun (Abschnitt Bezonvaux und Tavannes)
in der Schlacht an der Aisne
bei Oulchy-le-Château
bei Tielt
und an der Lys.

### Zwischenkriegszeit
1926: Garnison in Le Mans
von 1929 bis 1939: Garnison in der „Caserne Charras“ in Courbevoie (die 2. Kompanie lag in Paris, die 3. Kompanie in Coulommiers).

### Zweiter Weltkrieg
- Feldzug von 1939–1940

Im Jahre 1939 war des 5e  RI ein aktives Regiment von der Klassifizierung „type nord-est“ und stand unter dem Befehl von Lieutenant colonel (Oberstleutnant) Berger. Zusammengezogen in der „Caserne Charras“ in Courbevoie, war es der „10e  Division d'infanterie“ (10. Infanteriedivision) unterstellt und durch das „Centre mobilisateur d’infanterie 211“ (Infanterie-Mobilisierungszentrum 211) in Paris-Coulommiers ausgerüstet. Das Regiment kämpfte ruhmvoll an der Aisne bei Vieux-lès-Asfeld und erhielt dafür eine Belobigung durch die Armee.
- Waffenstillstandsarmee (Vichy-Regime)

Von 1941 bis Ende 1942 war es eins der wenigen Regimenter das nicht aufgelöst wurde. Als Garnisonen wurde Saint-Étienne und Roanne zugewiesen. Nach dem Einmarsch der deutschen Truppen in die unbesetzte Zone wurde die Fahne des Regiments in Sicherheit gebracht; ein Teil des Regiments entkam und schloss sich dem Widerstand im Massif Central an.
- Befreiungsfeldzug

Die Einheit wurde in Teilen ab dem 25. August 1944 unter dem Namen „5e  demi-brigade d’infanterie“ neu aufgestellt und wurde dann am 10. Dezember des gleichen Jahres wieder zum 5e  RI. Erneut in seiner Garnison Paris formte das Regiment vier Bataillone unter der Fahne der FFI und der FTP und nahm an der Befreiung von Paris teil.:
- Bataillon de commandement: vormals Bataillon 2/22, aufgestellt aus den Gruppen Foch et Lyautey (Paris XIXe[6] und Alfortville),
- 1er  bataillon: vormals Bataillon 3/22, stammte aus dem Bataillon Médéric aufgestellt mit Personal des Bataillon Libération Vengeance
- 2e  bataillon: vormals Bataillon 24/22, aufgestellt aus den XVIIIe und XIVe Arrondissement und einem Bataillon Eisenbahner
- 3e  bataillon: vormals Bataillon 13/22, aufgestellt aus verschiedenen Gruppierungen (Pierrefite, Saint-Denis, Hôtel de Ville, maquis de la Loire, groupe libération).

Die Personalstärke betrug 3500 Mann (125 Offiziere, 515 Unteroffiziere und 2860 Mannschaftsgrade). Unterstellt war das Regiment der „10e  division d’infanterie“ (10. Infanteriedivision) unter dem Kommando von Général Pierre Billotte.
Ab Januar kämpfte das Regiment im Verband der „1er  Armée française“ (1. Französische Armee) in den Vogesen und war hier beim Eindrücken des Kessels von Colmar beteiligt. Dann zur „Armée de l’atlantique“ (Atlantikarmee) abgestellt, verlegte es nach Westen, um dort bis zum Waffenstillstand am 8. Mai 1945 die verbliebenen deutschen Enklaven zu bekämpfen.

### Ab 1945
- Von 1945 bis 1955 war das Regiment Teil der Besatzungsarmee in Deutschland und in Koblenz stationiert.

- Von 1955 bis 1962 verlegte das Regiment nach Nordafrika und nahm an den Operationen in Marokko (1955–1958) und Algerien (1958–1962) teil.

- 1964: Die letzte Garnison in Beynes im Département Yvelines wurde bezogen.

- 1979: Jetzt unterstellt unter die „2e Division blindée“ (2. Panzerdivision) wurde es in ein mechanisiertes Regiment umgewandelt und mit dem AMX-VCI und dann mit dem AMX-10P ausgerüstet.

- 1994: Das Regiment erhielt im Rahmen der IFOR den Auftrag zur Aufstellung eines Infanterie-Sicherungsbataillons mit der Bestimmung Bihać (BIB4) in Bosnien und Herzegowina.

- 1. Juli 1997: Auflösung unter dem Kommando von Colonel Pierre Roques. Die Fahne wurde an das Musée de l’Armée im Hôtel des Invalides in Paris übergeben. Ein Teil des Regiments ging an das „16e  bataillon de chasseurs“ (16. Jägerbataillon), die mechanisierten Kompanien gingen an das „110e  régiment d'infanterie“ (110. Infanterieregiment) und die Panzerjägerkompanie wurde zum „Régiment de marche du Tchad“ (Tschad-Marschregiment) versetzt.

## Traditionen

### Abzeichen

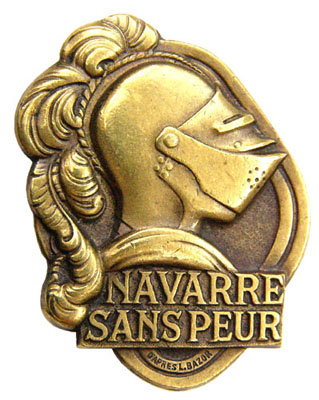
5e RI 1. Ausführung
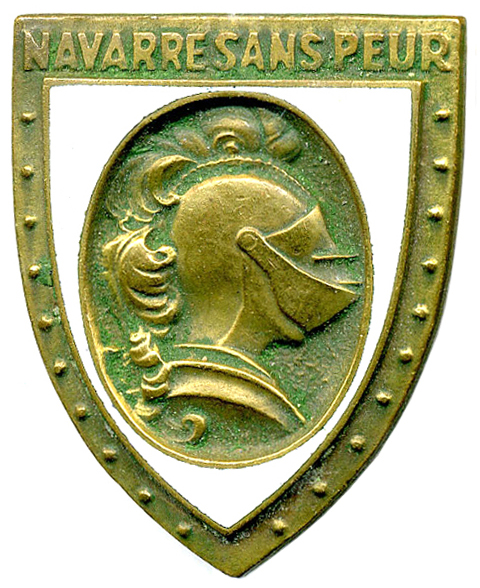
5e RI 2. Ausführung
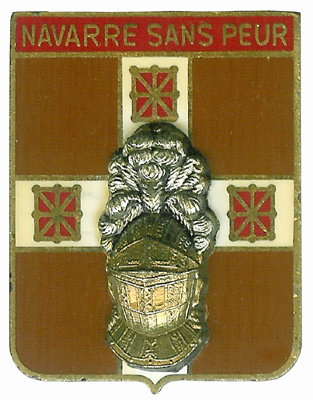
5e RI 3. Ausführung
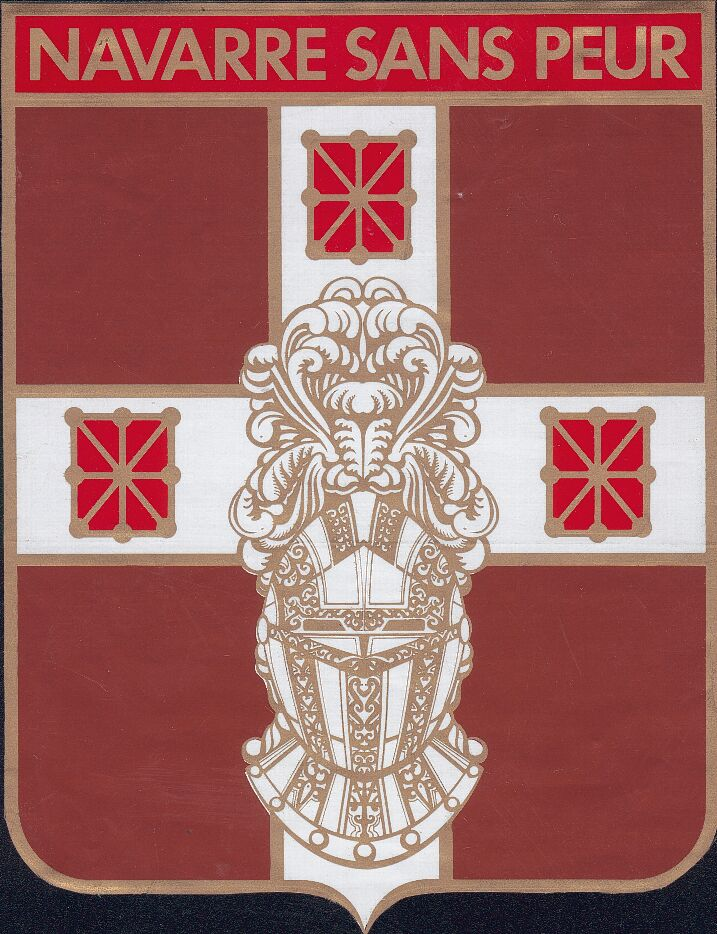
5e RI 3. Ausführung
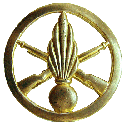
Infanterie-Barettabzeichen

### Regimentsfahne des 5e RI
Auf der Rückseite der Regimentsfahne sind (seit Napoleonischer Zeit) in goldenen Lettern die Feldzüge und Schlachten aufgeführt, an denen das Regiment ruhmvoll teilgenommen hat.

### Auszeichnungen
Das Fahnenband ist mit dem Croix de guerre 1914–1918 mit drei ehrenvollen Erwähnungen der Armee sowie einer ehrenvollen Erwähnung durch das Armeekorps dekoriert. Des Weiteren mit dem Croix de guerre 1939–1945 mit einer ehrenvollen Erwähnung durch die Armee.

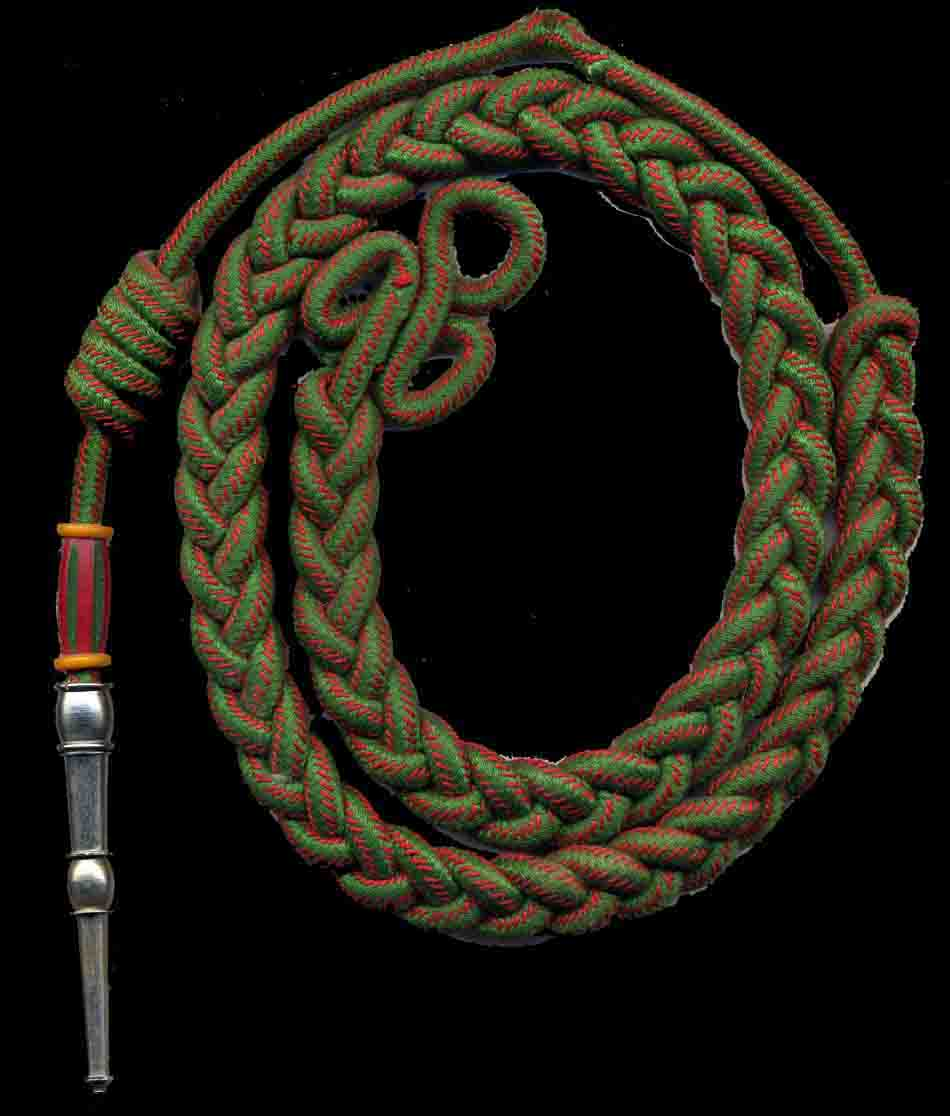
Fourragère des croix de guerre 1914–1918 mit der Olive für 1939–1945
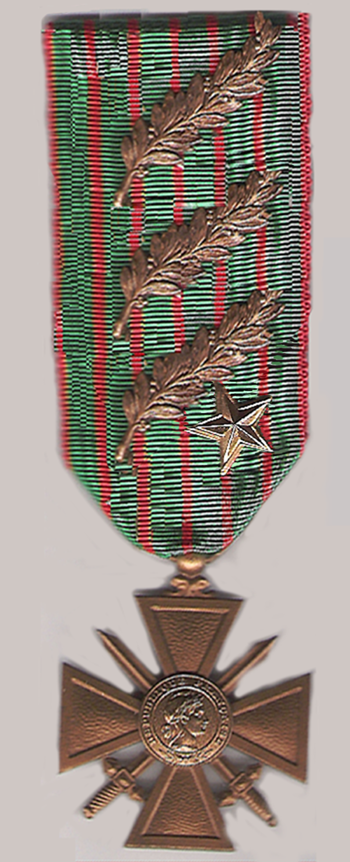
Croix de guerre 1914–1918 mit drei Palmenzweigen und einem goldenen Stern
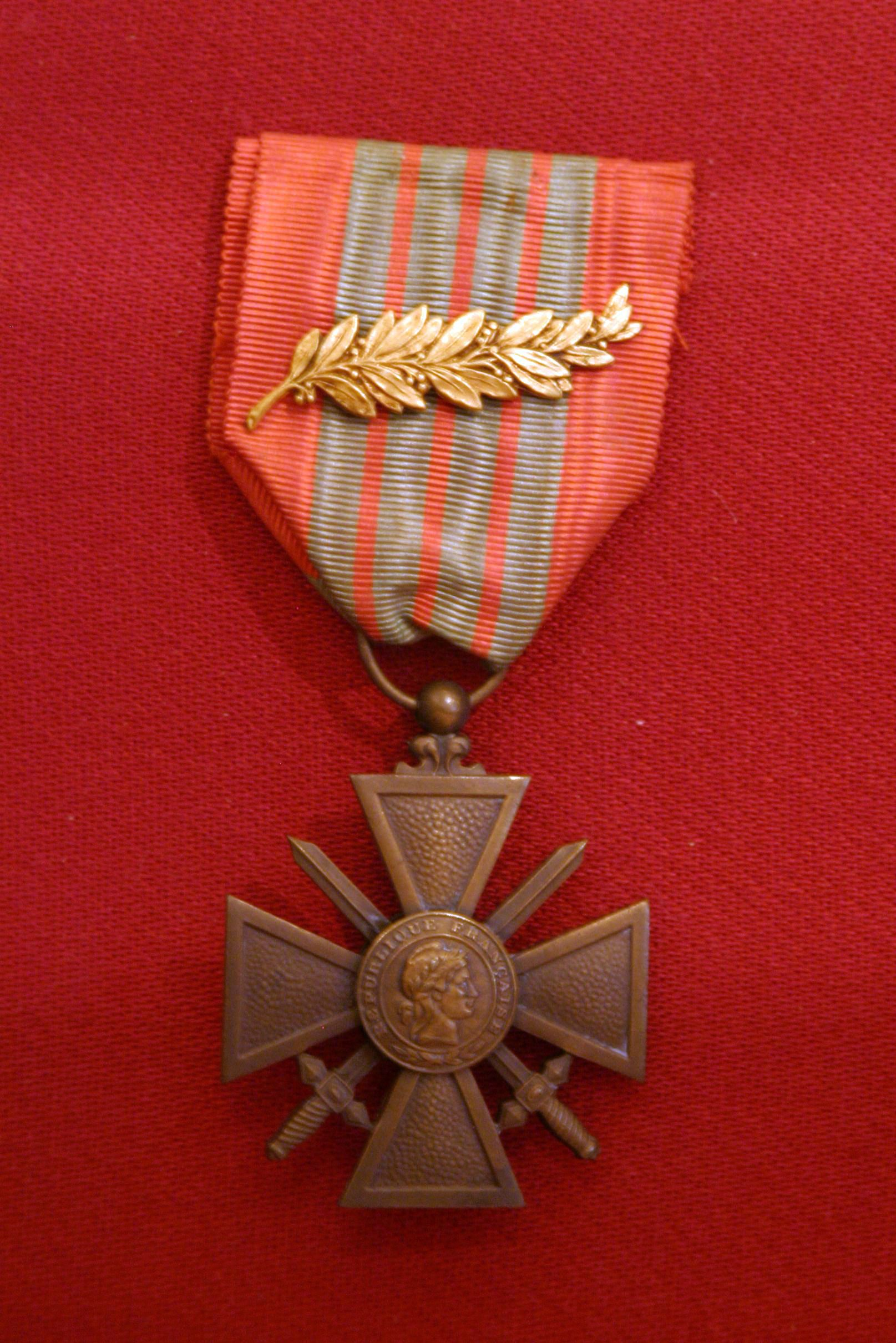
Croix de guerre 1939–1945 mit einem Palmenzweig

Bei einer eventuellen Wiederaufstellung haben die Angehörigen des Regiments das Recht die Fourragère in den Farben des Croix de guerre zu tragen.

### Titel des Regimentsliedes
« Allons prenez vos rang, allons vite en avant ! » (etwa: „Kommt in die Reihen – es geht rasch vorwärts“)

### Kriegsgeschrei des Regiments
« Quid Regimentus ? Navaricum ! Diabolicum ! »
(« Quel régiment ? Celui de Navarre ! Ils sont diaboliques ! »)
(« Welches Regiment ? Das von Navarre ! Es sind die diabolischen ! »)
(Es hat seinen Ursprung in einem Gespräch zwischen dem Kaplan des Regiments und einem hessischen Offizier, als ersterer dem tödlich verwundeten Hessen die Sterbesakramente erteilte. Dessen Regiment war 1703 in der Schlacht am Speyerbach von Navarre in einem Bajonettangriff aufgerieben worden.)

## Patenschaften mit ausländischen Verbänden
- „1er Régiment de chasseurs ardennais“ in Marche-en-Famenne, (Belgien), seit 1973
- „Royal 22e Régiment“ in Québec, (Kanada), seit 1982
- „Panzergrenadierbataillon 212“ in Augustdorf, seit 1993

## Im Regiment gediente Persönlichkeiten
- Sieben Marschälle von Frankreich:

Jean de Beaumanoir, marquis de Lavardin (1551–1614)
Pons de Lauzières, Marquis de Thémines (1553–1627)
Maximilien de Béthune, duc de Sully (1560–1641)
Jean II. d’Estrées (1624–1707)
Philippe Pétain (1856–1951)
Jean de Lattre de Tassigny (1889–1952)
Marie-Pierre Kœnig (1898–1970)
- Vier berühmte Schriftsteller:

Théodore Agrippa d’Aubigné (1552–1630),
François-René de Chateaubriand (1768–1848),
Pierre Drieu La Rochelle (1893–1945),
Colonel André Brouillard, besser bekannt unter dem Pseudonym Pierre Nord (1900–1985).
- Zwei Minister:

Étienne-François de Choiseul (1719–1785): Außenminister, dann Marineminister
Général Adolphe Guillaumat (1863–1940): Kriegsminister
- Helden des Widerstandes:

Pierre Brossolette, 1940 Capitaine im 5e RI
Yves Anger, geboren 1928 in Rillieux im Département Ain war eines der jüngsten Mitglieder der Résistance. Im Jahre 1944 schloss er sich im Alter von 16½ Jahren unter dem Namen DURANDAL dem „Bataillon du Jura“ an und kämpfte dann in Italien. Im Jahre 1957 wurde er als Adjutant zum Regiment versetzt.
- Ein Gouverneur

Vivant-François Viénot de Vaublanc du Tronchet, seigneur de Bousselange (1725–1798) Gouverneur von Santo Domingo
- Der Helm des Chevalier Pierre Terrail de Bayard ziert seit 1963 das Regimentsabzeichen